# Phyllogomphoides praedatrix
Phyllogomphoides praedatrix är en trollsländeart som beskrevs av Belle 1982. Phyllogomphoides praedatrix ingår i släktet Phyllogomphoides och familjen flodtrollsländor. Inga underarter finns listade i Catalogue of Life.